# Роб, Любош
Любош Роб (чеш. Luboš Rob; 5 августа 1970, Ческе-Будеёвице, Чехословакия) — бывший чешский хоккеист, нападающий. Чемпион Чехии 2007 года.

## Биография
Любош Роб начал свою профессиональную карьеру в родном городе за местный клуб «Ческе-Будеёвице», выступавший в высшей лиге Чехословакии. Почти всю карьеру он провёл на родине в Чехии, успев недолго поиграть в чемпионате Финляндии. После сезона 2009/10 закончил активную карьеру. Пропустил сезон 2010/11. C 2011 по 2014 год отыграл 3 сезона за клуб «Давид Сервис» из Ческе-Будеёвице в 3-й чешской лиге.

## Достижения
Чемпион Европы среди юниоров 1988
 Чемпион Чехии 2007
 Бронзовый призёр молодёжных чемпионатов мира 1989 и 1990
 Бронзовый призёр чемпионатов Чехии 1995

## Статистика
- Чемпионат Чехии (Чехословакии) — 750 игр, 545 очков (233+312)

- Чемпионат Финляндии — 19 игр, 13 очков (5+8)

- Евролига — 8 игр, 3 очка (1+2)

- Сборная Чехословакии — 7 игр, 2 гола

- Сборная Чехии — 3 игры, 1 гол

- Всего за карьеру — 787 игр, 242 гола

## Семья
Любош Роб женат на дочери знаменитого хоккеиста Ярослава Поузара. Его сын Любош Роб (младший) также хоккеист, сейчас выступает в Чешской Экстралиге за команду «Шкода Пльзень».